# كهف جوسو
كهف جوسو هو كهف ضخم من الحجر الجيري بالقرب من أودانيانغ بكوريا الجنوبية منذ سنوات. إنه من بين أشهر كوريا الطبيعية. كهف جوسو هو «نصب تذكاري طبيعي رقم 256» في البلاد.

## معرض الصور

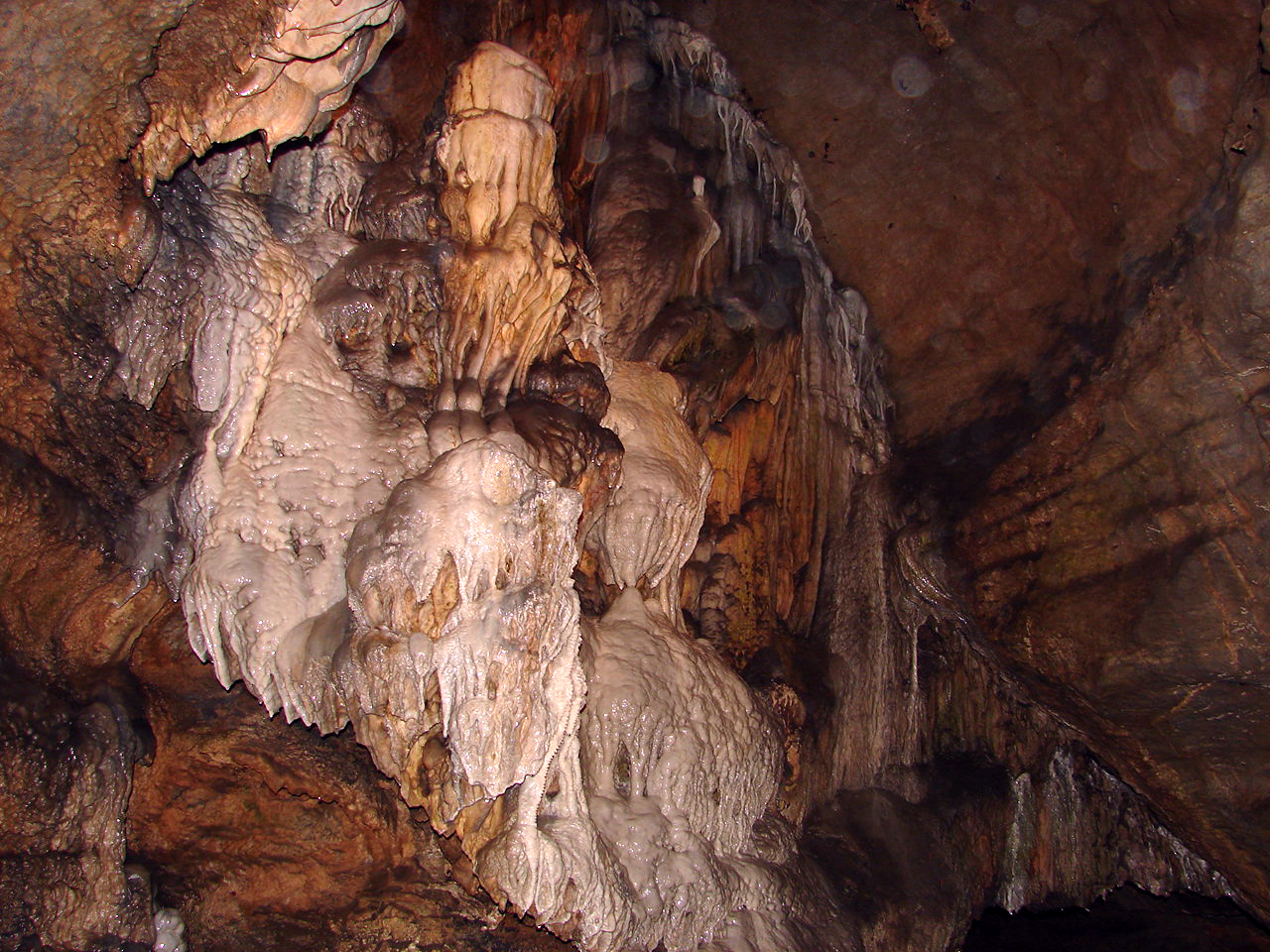
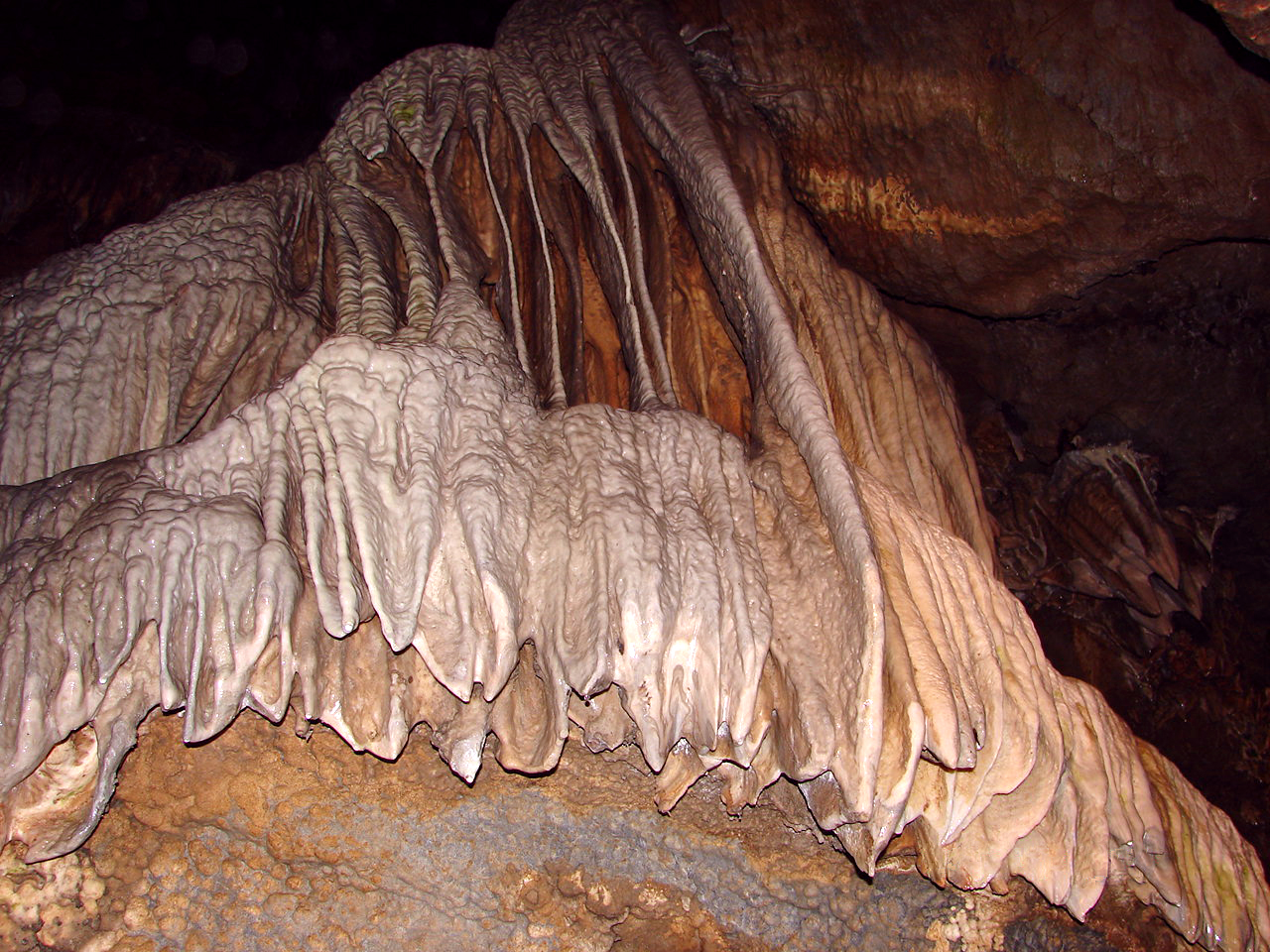
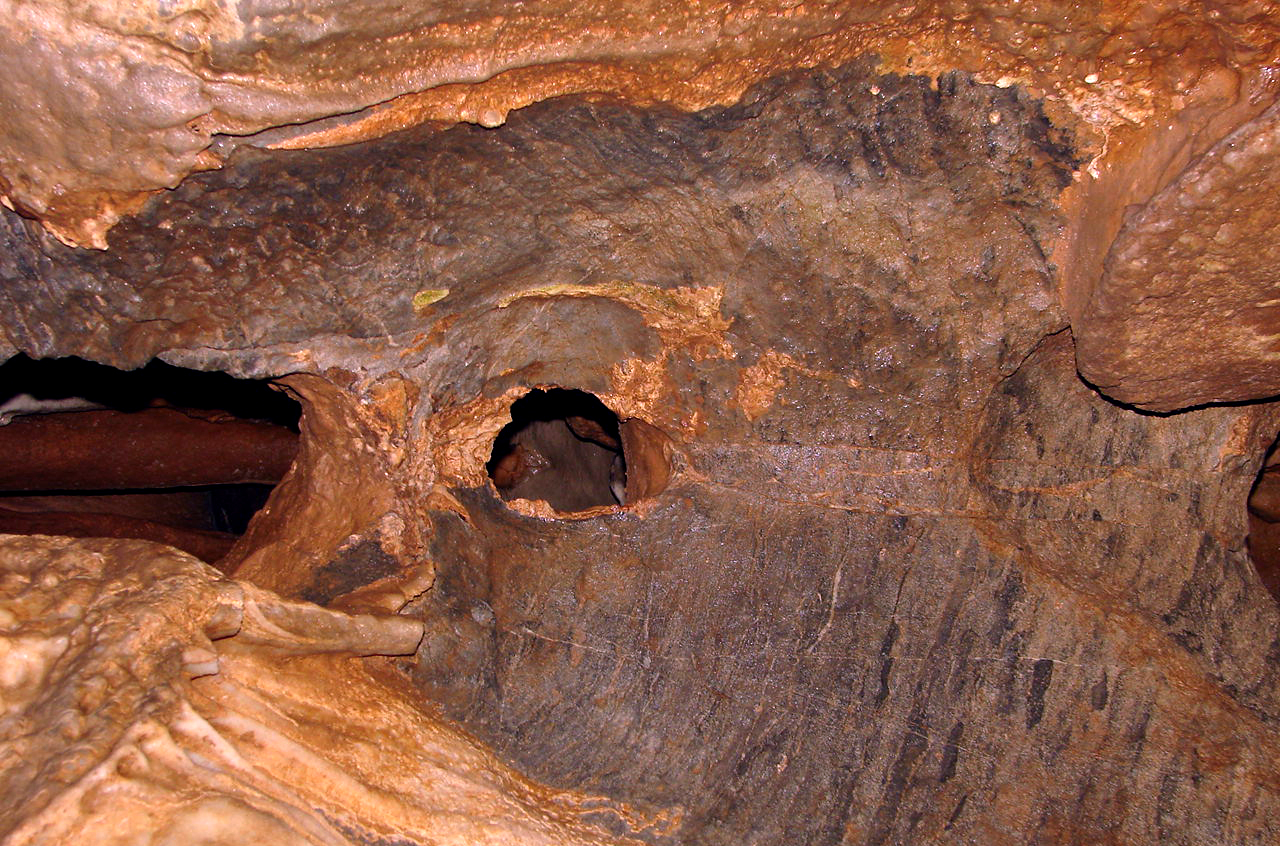
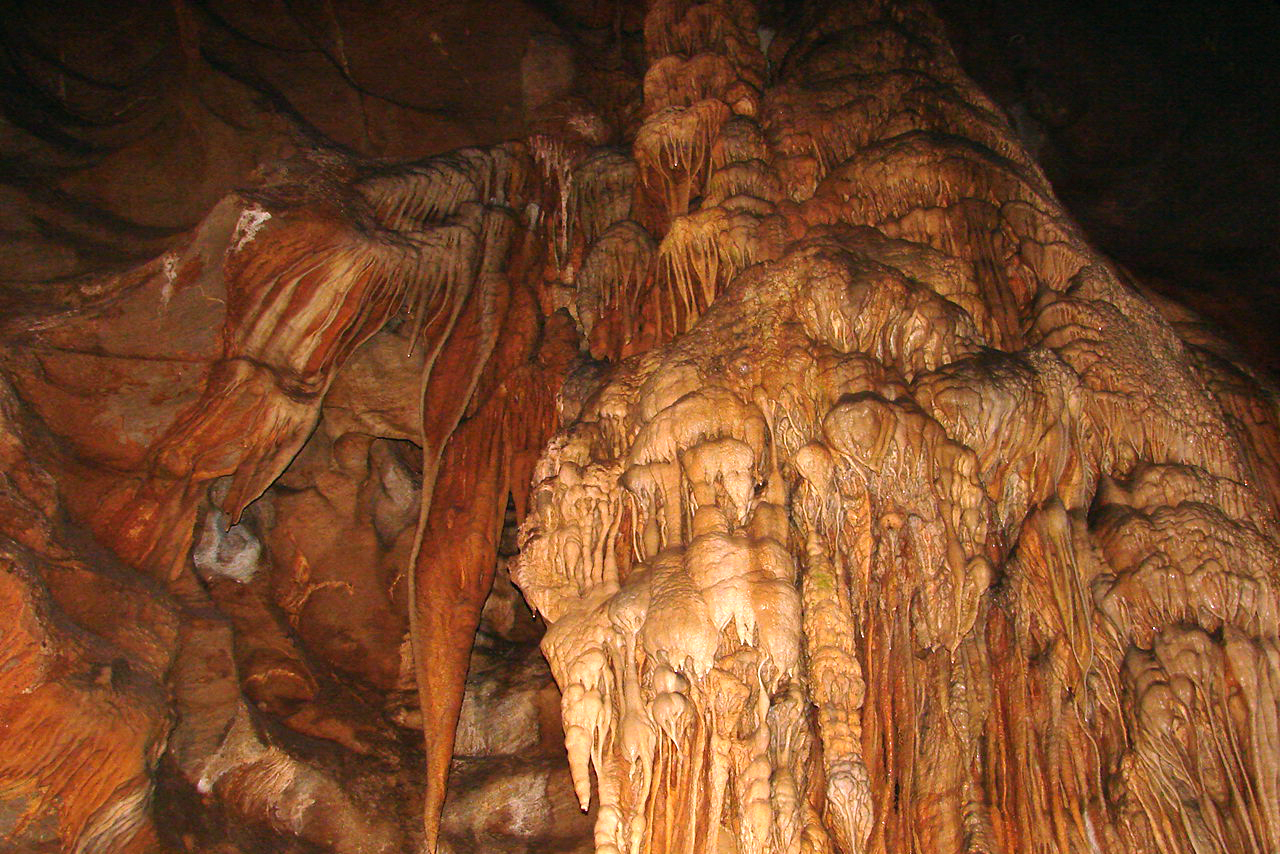
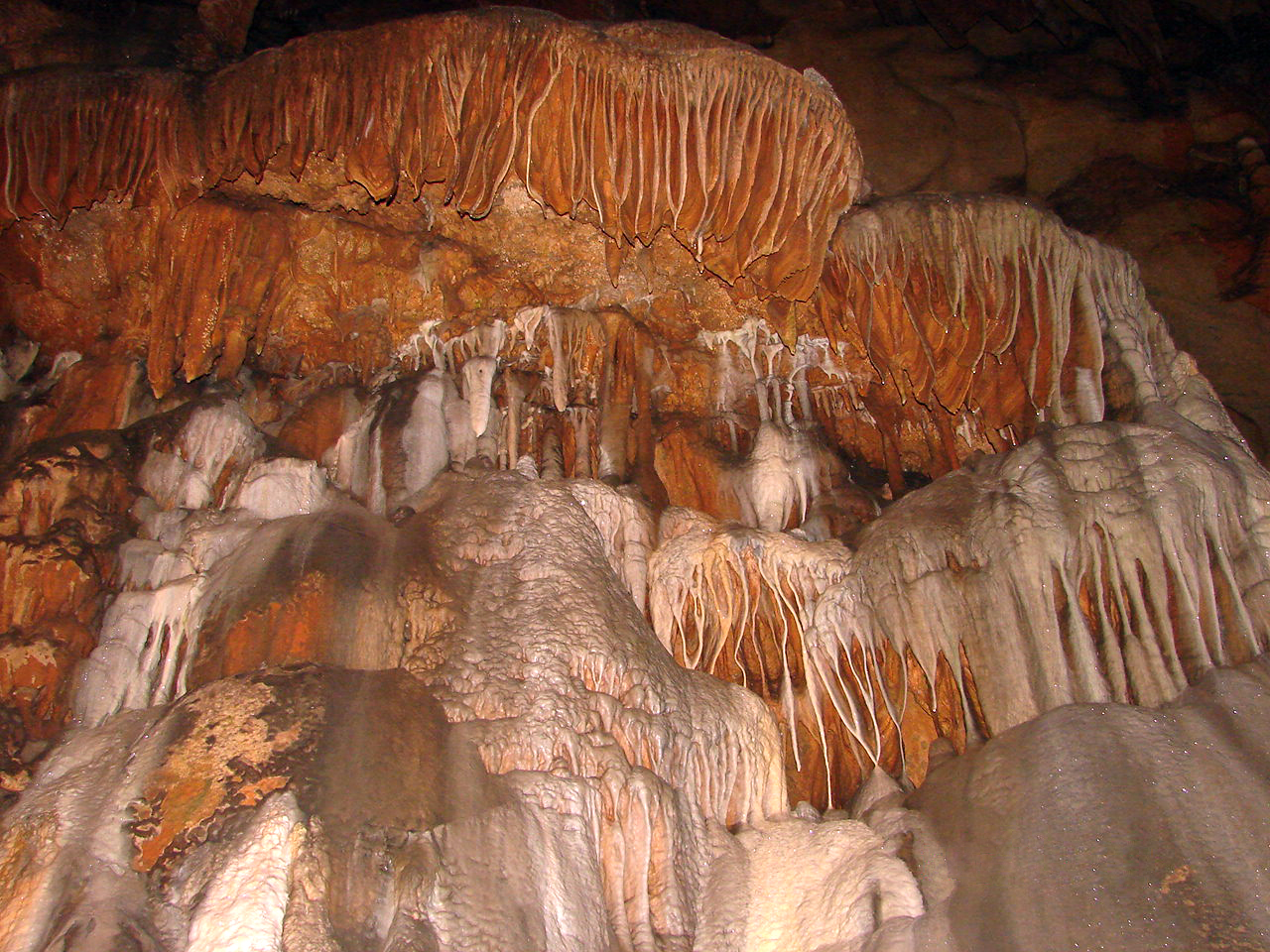
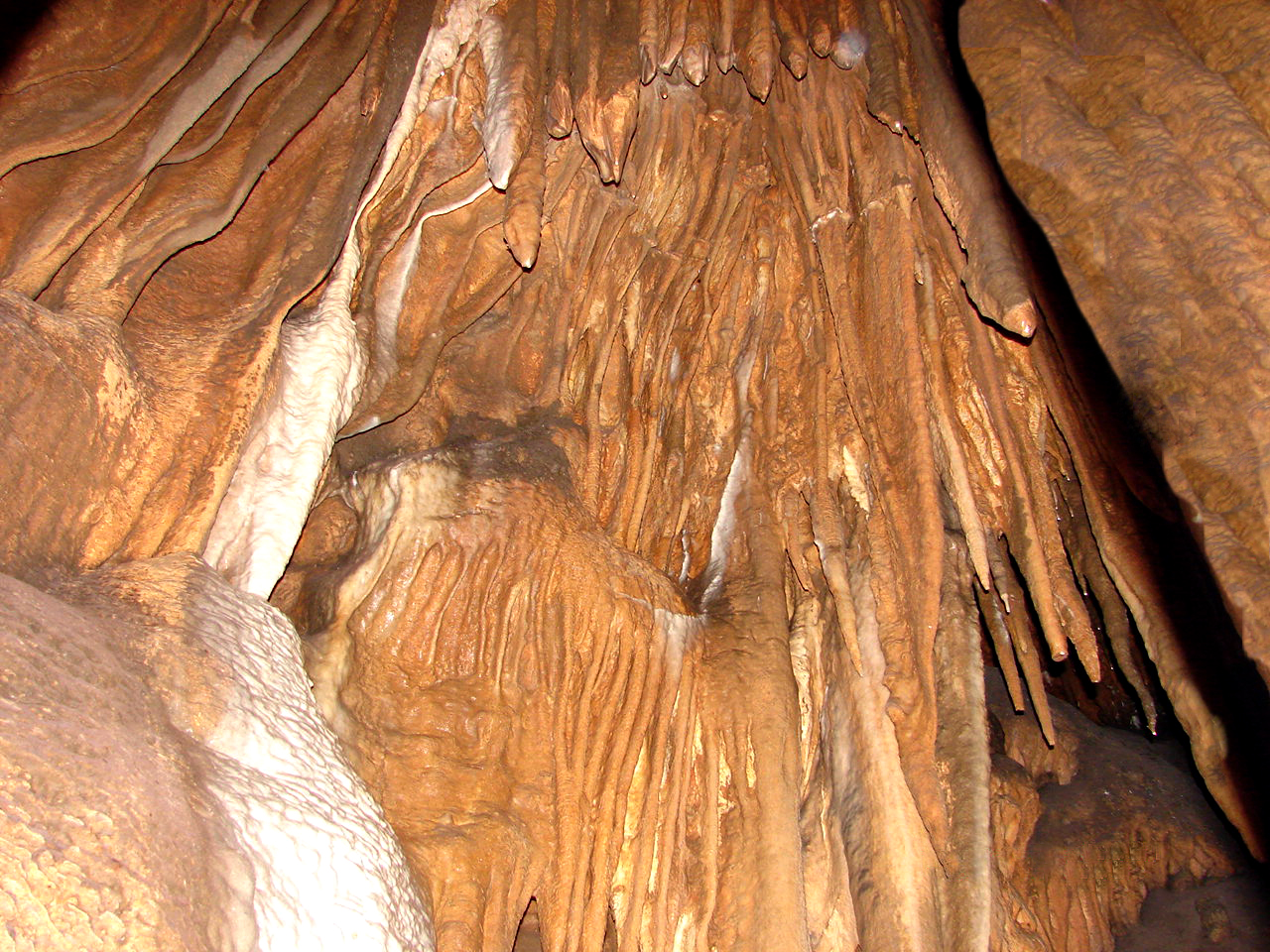
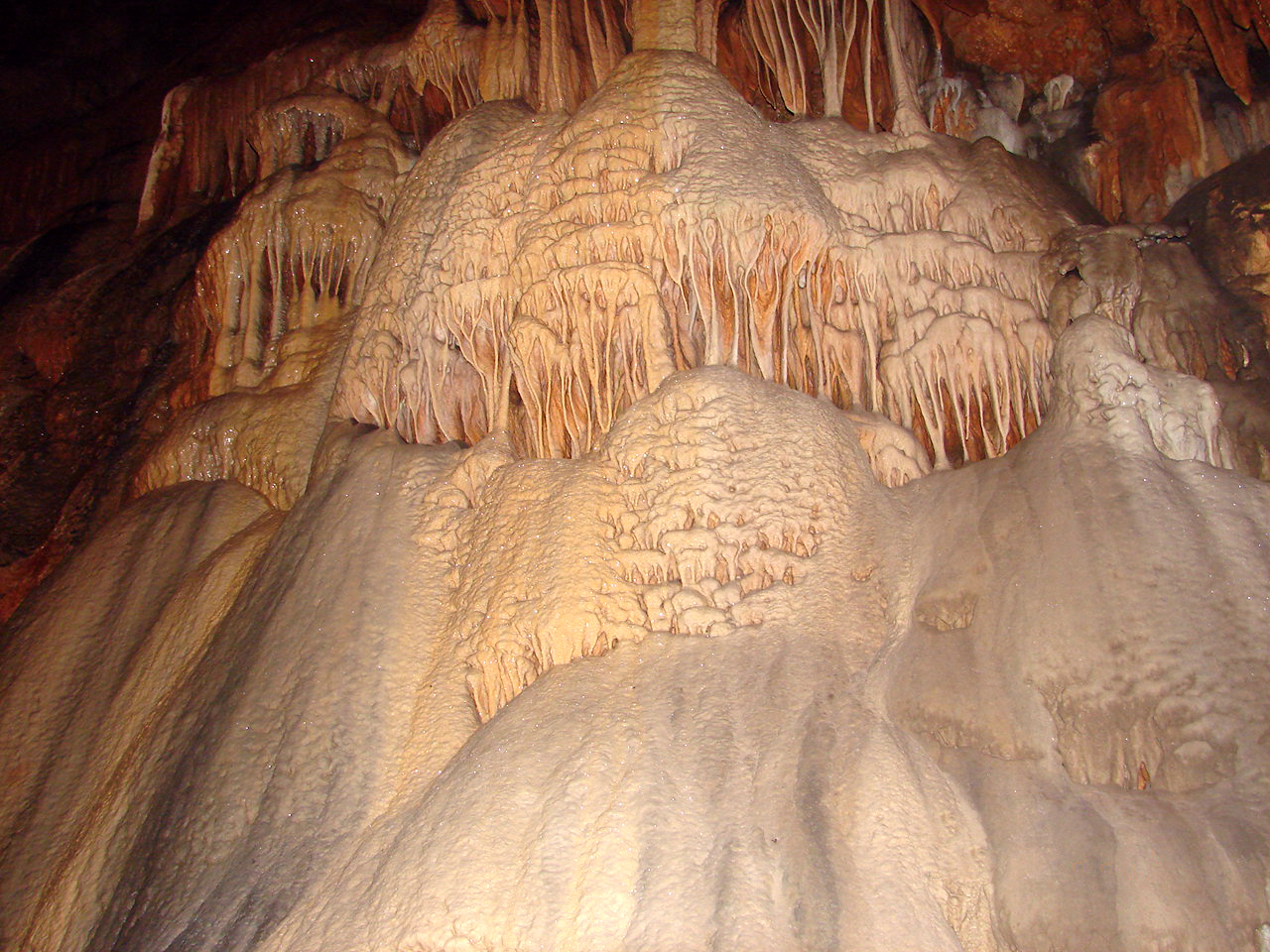
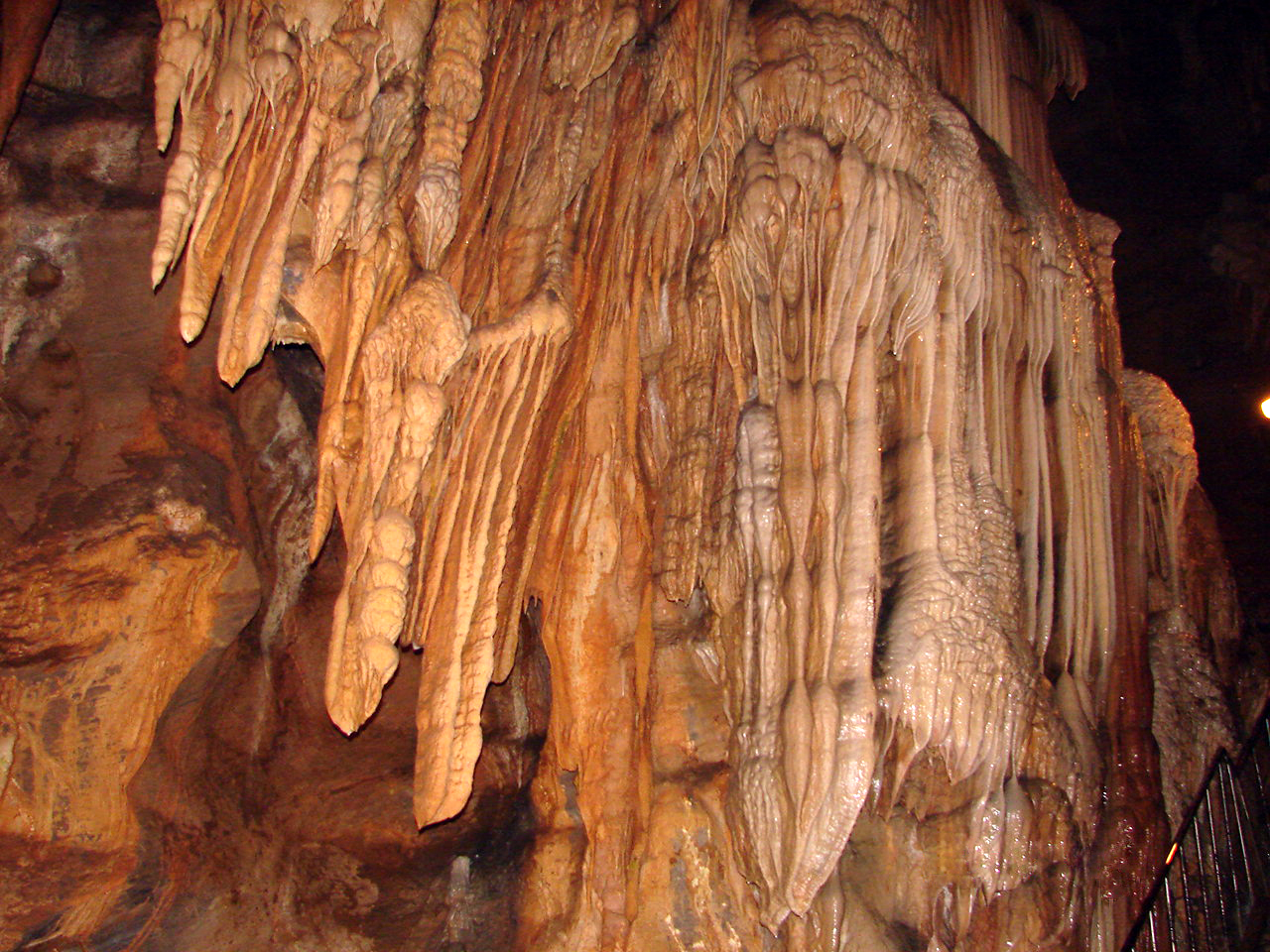